# مایلز استرام
مایلز استرام(به انگلیسی: Miles Straume) یک شخصیت خیالی در سری لاست است. او از اولایل فصل ۴ لاست معرفی شد که شغل مدیوم دارد و فرزند رئیس ابتکار دارما است.